# Har du ild?
Har du ild? er en dansk dokumentarfilm fra 1993 med instruktion og manuskript af Annette K. Olesen.

## Handling
Et blik, et blink, øjenkontakt, læber, bryster, ben - hvad tænder man på, hvordan får kønnene kontakt? I en kø i Irma eller over (eller under) et bord under et møde? Mennesker fortæller, mennesker flirter - hvad tænder flammen? En gylden Dunhill-lighter eller en brugt rå Zippo?